# Protagoras (dialog)
Protagoras (grekiska: Πρωταγόρας) är en dialog skriven av Platon. Dialogen äger rum hemma hos aristokraten och statsmannen Kallias, men de huvudsakliga deltagarna i dialogen är Sokrates och den berömde sofisten Protagoras. Dialogen avhandlar bland annat dygdernas enhetlighet, samt huruvida dessa går att undervisa i och lära sig. Dialogen är till skillnad från flera andra Platonska dialoger inte aporetisk utan leder till slutsatsen att dygd i grund och botten är kunskap. Följaktligen är dygderna enhetliga och möjliga att undervisa i. Sammanlagt närvarar 21 personer i dialogen.

## Personer
Se även Lista över personer i Platons dialoger
Sammanlagt förekommer 21 personer i dialogen. Bland dessa återfinns de tre sofisterna Protagoras, Greklands sju vise, Hippias från Elis samt Prodikos från Keos. Andra talare är Alkibiades, Kallias, Kritias och Hippokrates från Aten (ej att förväxla med Hippokrates från Kos). Utöver dessa talar även två ej namngivna karaktärer i dialogen: Kallias eunuck samt en vän till Sokrates. Personer som sägs närvara vid dialogen men som själva inte aktivt deltar är bland annat Agathon, Charmides, Eryximachos, Faidros, och Pausanias. Likt de flesta av Platons dialoger är Sokrates den huvudsakliga talaren i dialogen.

## Handling
Dialogen inleds med att en ej namngiven vän till Sokrates frågar honom hur hans förhållande med den unge Alkibiades går. Sokrates svarar att han nyligen har träffat Alkibiades men att hans tankar nu är på annat håll eftersom den vise Protagoras är på besök i staden. Sokrates berättar därefter om hur han tidigt samma morgon väcktes av den unge Hippokrates. Hippokrates är ivrig att ta sig Protagoras, som han hört befinner sig hemma hos Kallias för att, för att skriva in sig som student hos denne. Sokrates varnar Hippokrates att det kan vara farligt att studera hos sofister eftersom dessa kan korrumpera studentens själ. De bestämmer sig därför för att tillsammans gå till den beryktade läromästaren och pröva hans visdom innan Hippokrates tar upp studierna hos denne.
Sokrates och Hippokrates tar sig därefter till Kallias hem där en lång rad gäster redan är närvarande. Protagoras går med på att låta sig prövas av besökarna. Sokrates frågar i vilket avseende Hippokrates skulle bli en bättre person av att associera sig med Protagoras. Protagoras menar att han kan undervisa i konsten att vara en god och dygdig medborgare. Sokrates svarar att han inte tror att dygd går att lära ut som andra hantverk. När det gäller andra hantverk förlitar sig det Atenska medborgarna på råd från experter, men vad gäller statens styrande så väger alla medborgares åsikter lika tungt, åtminstone i det demokratiska Aten. Vidare så verkar de största statsmännen, som Perikles, inte vara förmögna att lära sina söner att bli lika stora statsmän som de själva var. Detta indikerar att dygd inte går att lära ut.
Protagoras besvarar Sokrates invändningar genom att återberätta en egen version av en känd grekisk skapelsemyt. Enligt Protagoras skapades alla levande djur av bröderna Epimetheus och Prometheus. Epimethus gavs i uppgift att fördela alla förmågor, så som vassa klor, hårda skal, och konsten att springa snabbt eller att flyga jämlikt mellan alla varelser så att inga arter skulle riskera att utrotas. När det slutligen blev människans tur hade alla Epimethus förmågor tagit slut. För att säkra människosläktets överlevnad stal därför Prometheus elden från guden Hefaistos och den praktiska visdomen från gudinnan Athena och gav dessa till människan. Trots dessa gåvor hotades människan att utrotas. Därför beslutade guden Zeus att även ge människan de medborgerliga dygderna och skamkänsla, för att dessa skulle kunna skapa samhällen. Dessa två gåvor fördelades jämlikt över hela mänskligheten, vilket förklarar varför dygden delas av alla medan bara ett fåtal utövar de andra hantverken.
Protagoras lägger även fram två argument för sin position att människor kan lära sig dygd. När vi ser människor som är svaga eller fula tycker vi synd om dem, eftersom de inte kan hjälpa sin situation, men människor som är onda håller vi ansvariga och straffar. Detta indikerar att vi tror att människor kan påverka huruvida de är onda, alltså kan de lära sig att vara dygdiga. Protagoras påvisar också att föräldrar, och senare lärare, ständigt försöker lära sina barn att leva dygdigt. Slutligen försöker Protagoras bemöta Sokrates fråga om dygdiga personer kan ha odygdiga barn, om nu dygden går att lära ut. Protagoras lägger fram ett tankeexperiment om en stad vars överlevnad berodde på dess befolknings förmåga att utöva flöjtspelande. Alla samhällets medborgare skulle försöka lära sina barn konsten att spela flöjt. Alla barn till stora flöjtspelare skulle dock inte själva bli storslagna flöjtspelare, eftersom vissa hade större naturlig disposition än andra att bli stora flöjtspelare. Dessutom skulle hela samhället delta i att försöka lära upp de unga i flöjtspelande. Eftersom alla undervisade alla skulle den enskilda förälderns flöjtförmågor spela  en mindre roll. Alla samhällsmedborgare, inklusive de som inte hade någon naturlig disposition att spela flöjt, skulle dock bli mer framträdande flöjtspelare än genomsnittliga människor i den verkliga världen. På samma sätt är dygd så centralt i den verkliga världen att det verkar som mänsklig natur när det egentligen är inlärt beteende. 
Sokrates medger att Protagoras har gett ett utmärkt och övertygande svar. Han undrar dock huruvida dygderna som mod, visdom och rättvisa är en och samma ting eller om de är många olika sorters ting. Är de olika som ansiktets olika delar, som alla har sin egen funktion, eller olika som delarna på en klump guld, som alla är av samma substans? Protagoras replik avviker till retorik och han ger inget tydligt svar. Sokrates ber honom att sluta hålla långa tal, eftersom han då så lätt tappar tråden angående vad frågan var, och att de istället skall fortsätta sin diskussion i dialogform. Då de inte kan komma överens om hur de ska fortsätta ställer sig Sokrates för att gå. Flera av diskussionens åhörare ingriper dock och övertygar Sokrates och Protagoras att nå en kompromiss, där först Protagoras får fråga ut Sokrates på sitt sätt och Sokrates därefter får fråga ut Protagoras i dialogform.
Protagoras frågar ut Sokrates angående Pittakos från Mytilenes och Simonides från Keos poesi. Enligt Sokrates tolkning menar Pittakos att det är svårt men möjligt att vara en god människa. Simonides å andra sidan menar att det är omöjligt att leva utan att någonsin vara en dålig människa, och att det är svårt att tidvis vara en god människa. Simonides säger sig prisa dem som inte gör ont villigt, men Sokrates menar att ingen kan göra ont villigt och att Simonides som var en vis man måste ha vetat detta. En korrektare tolkning är därför enligt Sokrates att Simonides villigen prisar dem som inte gör ont.
Dialogen återgår därefter till Sokrates fråga om huruvida dygderna är enhetliga. Sokrates argumenterar att det enda goda är njutning och det enda onda är lidande, samt att visdom är kunskap om vad som orsakar njutning respektive lidande. Enligt Sokrates orsakar människor skada eftersom de bara tänker kortsiktigt snarare än på längre sikt. På samma sätt som föremål som är nära en person verkar vara större ser omedelbara belöningar ut att vara större än mer avlägsna sådana. Om människor däremot visste att njutningen i framtiden faktiskt var den större njutningen så skulle de inte handla orätt. Alla dygder är därför i grund och botten kunskap, och de skiljer sig bara som bitarna i en klump guld men inte som delarna av ett ansikte som har olika substans. Sokrates påpekar därefter att om dygderna faktiskt är kunskap så går det att lära sig och utbilda sig i dem. Följaktligen har Protagoras ursprungligen haft rätt i att dygden gick att lära sig, men fel angående dygdernas enhetlighet, medan Sokrates istället hade fel i att dygderna inte gick att lära sig men rätt angående att de var enhetliga. Protagoras erkänner att Sokrates, trots sin ringa ålder, är en formidabel diskussionspartner och förutspår att han en dag kommer att bli världens visaste man. 